# Comuna Iecea Mare, Timiș
Iecea Mare este o comună în județul Timiș, Banat, România, formată numai din satul de reședință cu același nume. Comuna Iecea Mare a fost înființată în baza Legii nr. 84/2004, desprinzându-se de comuna Cărpiniș.

## Demografie
Componența etnică a comunei Iecea Mare
     Români (83,45%)
     Romi (10,54%)
     Alte etnii (1,32%)
     Necunoscută (4,69%)
Componența confesională a comunei Iecea Mare
     Ortodocși (78,27%)
     Penticostali (7,52%)
     Romano-catolici (4,89%)
     Greco-catolici (1,54%)
     Adventiști (1,16%)
     Alte religii (1,38%)
     Necunoscută (5,24%)
Conform recensământului efectuat în 2021, populația comunei Iecea Mare se ridică la 3.111 locuitori, în creștere față de recensământul anterior din 2011, când fuseseră înregistrați 2.231 de locuitori. Majoritatea locuitorilor sunt români (83,45%), cu o minoritate de romi (10,54%), iar pentru 4,69% nu se cunoaște apartenența etnică. Din punct de vedere confesional, majoritatea locuitorilor sunt ortodocși (78,27%), cu minorități de penticostali (7,52%), romano-catolici (4,89%), greco-catolici (1,54%) și adventiști (1,16%), iar pentru 5,24% nu se cunoaște apartenența confesională.

## Politică și administrație
Comuna Iecea Mare este administrată de un primar și un consiliu local compus din 11 consilieri. Primarul, Liviu-Ștefan Tomulea[*], de la Partidul Social Democrat, este în funcție din 2012. Începând cu alegerile locale din 2024, consiliul local are următoarea componență pe partide politice:
|  | Partid                    | Consilieri | Componența Consiliului | Componența Consiliului | Componența Consiliului | Componența Consiliului | Componența Consiliului | Componența Consiliului |
|  | ------------------------- | ---------- | ---------------------- | ---------------------- | ---------------------- | ---------------------- | ---------------------- | ---------------------- |
|  | Partidul Social Democrat  | 6          |                        |                        |                        |                        |                        |                        |
|  | Partidul Național Liberal | 5          |                        |                        |                        |                        |                        |                        |

## Personalități născute aici
- Lajos Abafi (1840 - 1909), scriitor maghiar de origine germană.